# Flughafen Monterrey

i8
i11
i13
Der Internationale Flughafen General Mariano Escobedo (IATA-Code: MTY, ICAO-Code: MMMY) ist ein internationaler Flughafen in Mexiko und der nach Passagieren gemessen viertgrößte des Landes. Er liegt in der Nähe der Stadt Monterrey im Bundesstaat Nuevo León. Der Flughafen ist benannt nach dem mexikanischen General und Volkshelden General Mariano Escobedo. Er ergänzt den in den 1940er-Jahren erbauten und weiterhin aktiven Flughafen Monterrey-Del Norte.

## Infrastruktur und Verkehrsanbindung

### Terminals
Der Flughafen gilt als einer der modernsten von Nordamerika und verfügt über drei Terminals: Im Terminal A wird die Hauptlast des Verkehres abgewickelt, wobei im nördlichen Concourse die nationalen und im südlichen die internationalen Flüge abgewickelt werden. Das neueste Terminal B wird exklusiv durch Aeroméxico und das SkyTeam bedient. Im Terminal C werden nur die Flüge der nationalen Billigfluggesellschaft Viva Aerobus abgewickelt. Die Terminals A und C wurden in den Jahren 2003 und 2007 renoviert.
Außerdem verfügt der Flughafen über ein Frachtterminal.

### Verkehrsanbindung
Aufgrund der geringen Entfernung wird der Flughafen Monterrey auch von Bewohnern der angrenzenden Bundesstaaten Coahuila und Tamaulipas genutzt. Großstädte wie etwa Saltillo sind durch eine regelmäßige direkte Busverbindung bequem erreichbar.

## Fluggesellschaften und Ziele

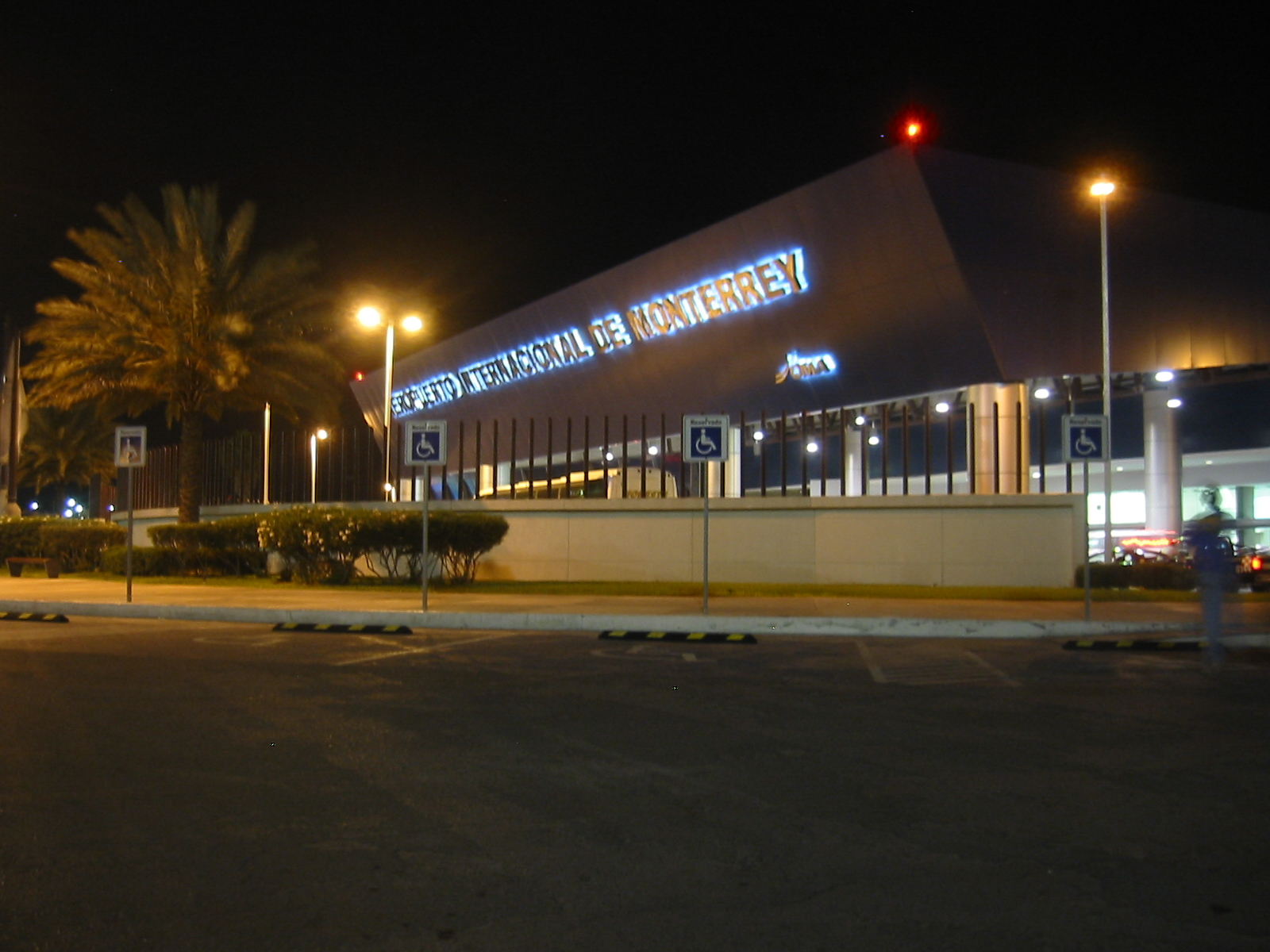
Terminal des Flughafens

Der Großteil des Luftverkehres am Flughafen macht der nationale Luftverkehr mit 80 % aus, unter anderem weil der Flughafen Drehkreuz der größten mexikanischen Fluggesellschaft Aeroméxico sowie deren Tochter Aerolitoral und Viva Aerobus ist. Letztere beiden haben ihren Hauptsitz am Flughafen. Der internationale Verkehr macht dementsprechend nur 20 % aus. Die international am meisten bedienten Flugziele liegen überwiegend in den Vereinigten Staaten von Amerika, insbesondere Houston und Dallas in Texas. Wichtigstes nicht-amerikanisches Ziel ist Madrid.
Neben den drei oben genannten Fluggesellschaften wird der Flughafen von TAR Aerolíneas und US-amerikanischen Airlines wie Delta Airlines, American Airlines und United Airlines angeflogen.

## Zwischenfälle
- Am 4. Juni 1969 wurde eine Boeing 727-64 der Mexicana (XA-SEL) im Anflug auf den Flughafen Monterrey 23 km nordwestlich davon gegen einen Berg geflogen (CFIT, Controlled flight into terrain). Alle 79 Menschen an Bord wurden getötet.[4]

- In der Nacht zum 14. April 2010 verunglückte um ca. 22:25 (Ortszeit) ein Frachter des Typs Airbus A300B4-203F der Aerounion (Luftfahrzeugkennzeichen XA-TUE) im Anflug auf den Flughafen Monterrey bei schlechtem Wetter etwa zwei Kilometer vor der Landebahn. Sieben Menschen starben, davon zwei am Boden (siehe auch AeroUnion-Flug 302).[5]